# Oenanthe finschii
Oenanthe finschii là một loài chim trong họ Muscicapidae.